# Марко Боищки
Марко е български хайдутин от XVII век.

## Биография
Роден е в демирхисарското село Боище. Става хайдутин, войвода на чета, с която хайдутува 15 години. Заловен от властите на процеса срещу него заявява:
| „ | Вие рушите нашите черкви, ние рушим вашите джамии. Нашите свещеници са по-добри от вашите ходжи. | “ |

Това изявление се използва за доказателство за това, че хайдутството е осъзната борба срещу чуждата власт в българските земи, а не обикновено разбойничество.